# Grão-Ducado da Finlândia
O Grão-ducado da Finlândia foi um estado existente no território da atual República da Finlândia, estabelecido no ano de 1809, com a dieta de Porvoo, resultante da vitória do Império Russo na Guerra Finlandesa, teve sua independência em 1917. Apesar de de jure independente do Império Russo, os estados estavam sob uma união pessoal na mão do czar, que exercia o papel de grão-duque da Finlândia.

## História

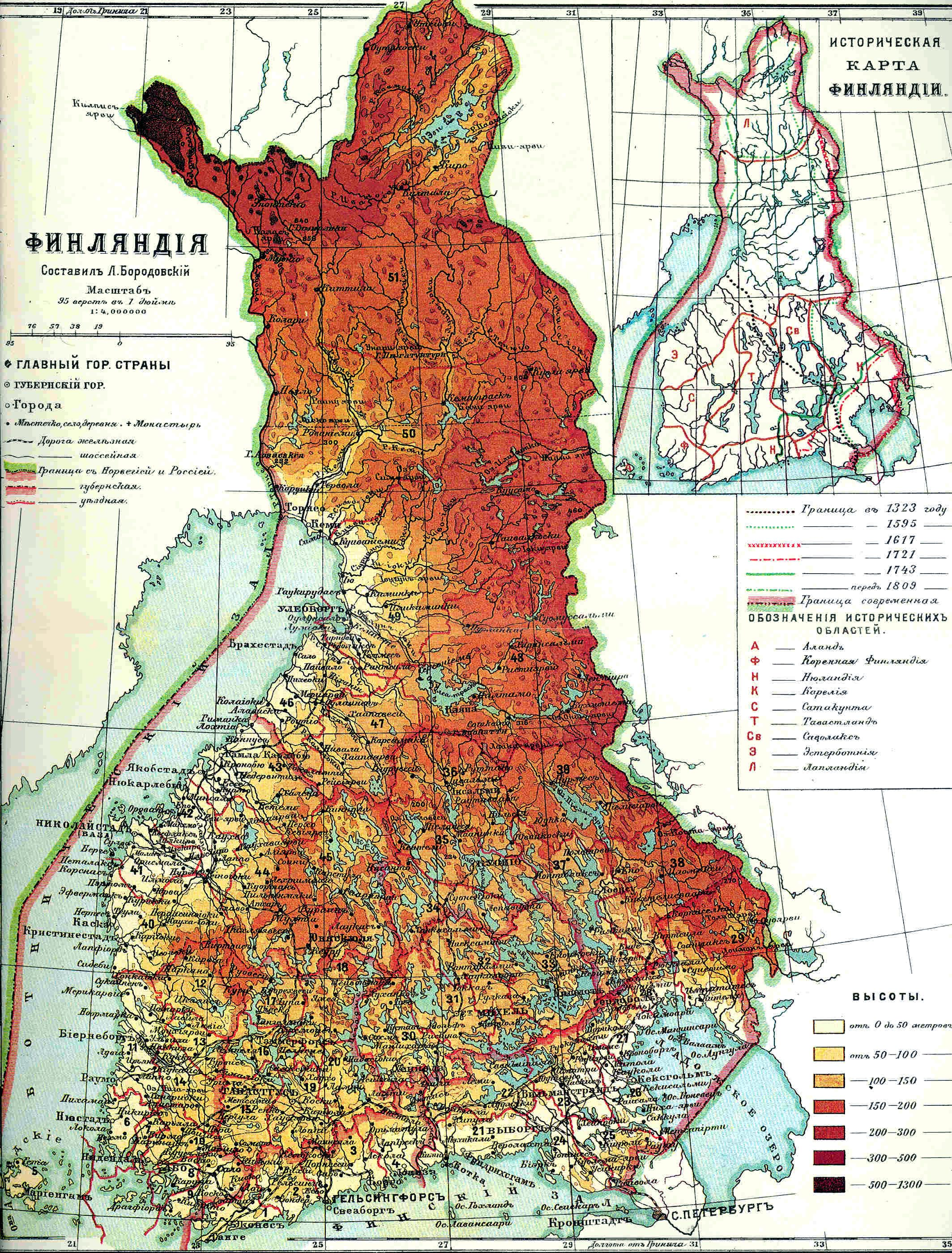
Mapa russo do Grão-Ducado da Finlândia

A Finlândia fora um território integrante do reino da Suécia, que foi invadida por forças do Império Russo, durante a Guerra Finlandesa (1808-1809). Com o fim dessa guerra, foi assinado um tratado de paz na cidade de Hamina, em 17 de setembro de 1809. Nos termos desse tratado, foram cedidas ao Império Russo a região de Osterlândia e uma parte da região de Norlândia. Essas duas regiões correspondiam às províncias da Finlândia Própria, da Carélia, da Lapônia, da Ostrobótnia, de Satakunta, da Savônia, da Tavastia, da Uusimaa e de Alanda. Foi, então, estabelecido o Grão-ducado da Finlândia, através da dieta de Porvoo, como um estado autônomo, mas ligado à Rússia sob uma união pessoal.
Em fevereiro de 1917, após a revolução Menchevique na Rússia, o governo finlandês começou a agir no sentido de garantir sua autonomia. Em outubro do mesmo ano, após a revolução Bolchevique na Rússia, a Finlândia declarou sua independência, que marcou a formação da Finlândia como estado-nação. Seguiu-se uma violenta guerra civil entre forças de direita e esquerda. Após a guerra e um curto período de monarquia, formou-se a república da Finlândia.

## Política

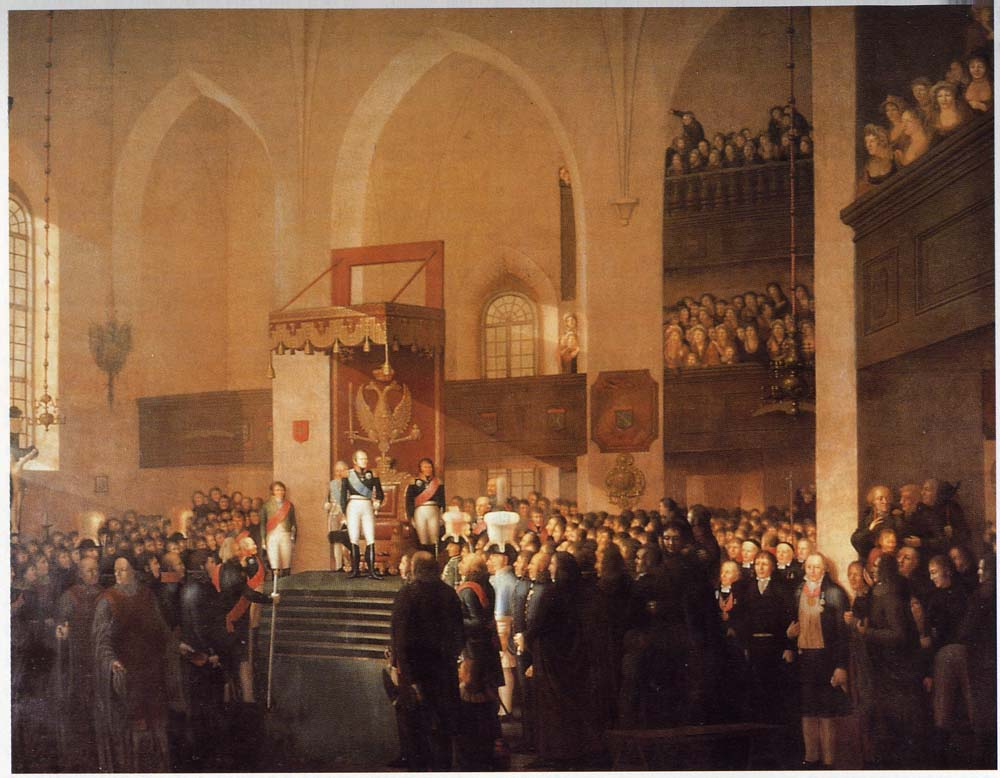
Seção da dieta de Porvoo sendo aberta pelo czar Alexandre I do Império Russo

O grão-ducado teve duas capitais nesse período: Turku, de 1809 a 1812, e Helsinque, de 1812 a 1917. Sua história pode ser dividida em três fases: consolidação (de 1809 a 1862), aumento da independência (de 1863 a 1898) e russificação (1899 a 1917). O representante do czar no grão-ducado tinha o título de general-governante. O senado era o principal órgão do poder executivo da Finlândia, cujo representante em São Petesburgo (capital do Império Russo) era o ministro-secretário finlandês de Estado.
Em 1863, foi instituída a dieta de Finlândia, que funcionava como assembleia legislativa do Grão-ducado. Em 1906, o parlamento da Finlândia substituiu a dieta como órgão legislativo, e sua ordem hereditária foi substituída por uma universalmente eleita. Pela primeira vez na história, o sufrágio e a elegibilidade universal foram instituídos.